# Province de Pedro Domingo Murillo
Pour les articles homonymes, voir Murillo.
La province de Pedro Domingo Murillo est une subdivision du département de La Paz, en Bolivie. 
Sur son territoire se trouve notamment la capitale administrative du pays, La Paz.

## Subdivisions de la province
La province est subdivisés en cinq cantons ou municipalités (municipios)
- La Paz
- El Alto
- Mecapaca
- Achocalla
- Palca